# Manuel Villacampa
Manuel Villacampa, španski general, * 1827, † 1889.
19. septembra 1885 je vodil prorepublikansko vojaško vstajo v Madridu, ki je bila kmalu zadušena. Sprva je bil obsojen na smrt, a je bil pozneje pomiloščen in je umrl v zaporu.